# Réserve naturelle régionale du récif fossile de Marchon - Christian Gourrat
La réserve naturelle régionale du récif fossile de Marchon - Christian Gourrat (RNR284) est une réserve naturelle régionale située en Auvergne-Rhône-Alpes. Classée en 2015, elle occupe une surface de 0,1 hectare et protège un affleurement de récif à coraux et rudistes du Kimméridgien.

## Localisation

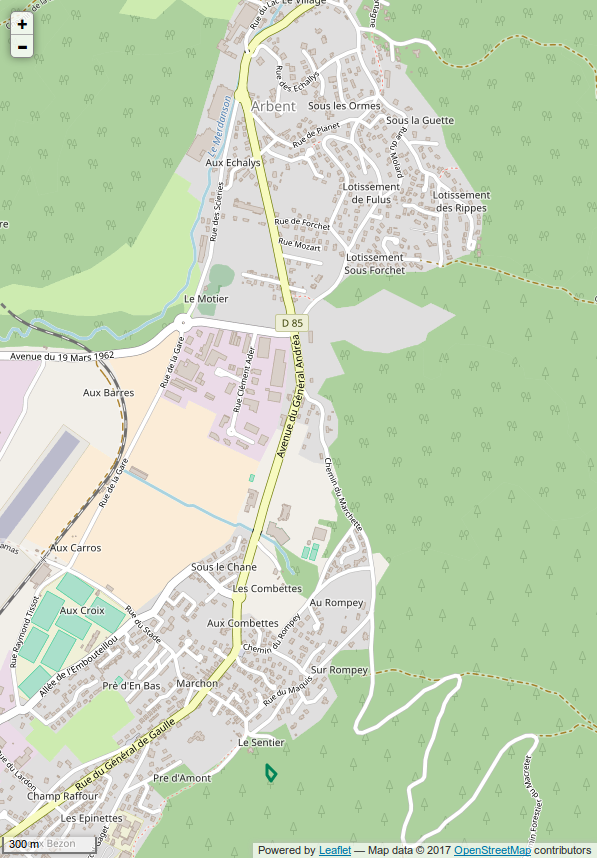
Périmètre de la réserve naturelle.

Le territoire de la réserve naturelle est dans le département de l'Ain, sur la commune d'Arbent à proximité d'Oyonnax. La surface réduite (0,1 ha) en fait la seconde plus petite réserve naturelle de France.

## Histoire du site et de la réserve
Le site a été découvert en 1996 par Christian Gourrat, naturaliste d'Oyonnax. Classé initialement comme réserve naturelle volontaire sous le nom réserve naturelle de la forêt de Marchon, il est maintenant inscrit à l'inventaire régional des sites géologiques.

## Écologie
Le site se réduit à un affleurement rocheux calcaire dans la forêt de Marchon. Il renferme des notamment des coraux et des rudides du Kimméridgien pour lesquels le récif correspond au site de référence (locus typicus).
L'environnement immédiat est une hétraie-sapinière. En 2023, la plus grande partie de l'affleurement est recouverte par la végétation.

## Intérêt touristique et pédagogique
La réserve est ouverte au public. Tout prélèvement est interdit.

## Administration, plan de gestion, règlement

### Outils et statut juridique
La réserve naturelle a été créée par une délibération du Conseil régional du 6 mars 2015.